# クリスティーン (小説)
『クリスティーン』（Christine）は、スティーヴン・キングのホラー小説。1983年に出版された。

## あらすじ
ペンシルベニア州リバティーヴィルに住む気弱な青年アーニー・カニンガムはある日、友人のデニスとの帰り道、荒れた家の外に止めてあった古い車を見かける。その車に目を奪われたアーニーは、持ち主であるローランド・ルベイという老人から250ドルでその車、58年型プリムス・フューリーを購入することにする。名はクリスティーン。しかしクリスティーンはただの車ではなかった。

## 登場人物
アーニー・カニンガム
本作の主人公。気弱なにきびだらけの青年。17歳。クリスティーンに一目惚れし、ダーネルの工場で整備することになるが、しだいにクリスティーンに潜む邪悪な怨念に呑まれていく。
デニス・ギルダー（ぼく）
本作のもうひとりの主人公で、語り手でもある。アーニーの幼馴染で親友。ジョージの話からクリスティーンの過去を知り、アーニーからクリスティーンを引き離そうと試みる。　　　　　　　
リー・キャボット
アーニーのガールフレンド。クリスティーンの嫉妬を買って、クリスティーンに殺されかけたことでアーニーと口論になり離縁。後にデニスに協力するようになる。
バディー・レパートン、ムーチー・ウェルチ、リッチー・トレローニー、ドン・ヴァンデンバーグ、サンディー・ギャルトン、ホビー・スタントン
リバティーヴィル・ハイスクールの不良グループ。アーニーとの揉め事でバディーが退学になった腹いせでクリスティーンを破壊する。後に全員がクリスティーンによって殺害される。尚ホビーはクリスティーンの破壊には関わっていないが、巻き添えとなって死亡している。
マイクル・カニンガム、レジャイナ・カニンガム
アーニーの両親。
ルドルフ・ジャンキンズ
ペンシルベニア州警察の刑事。リバティーヴィルで起きた一連の事件を捜査する。
ローランド・ルベイ
クリスティーンの最初の持ち主の老人で元軍人。クリスティーンをアーニーに売り渡した直後に病死する。
ジョージ・ルベイ
ローランドの弟。デニスにローランドとクリスティーンの過去を語る。

## 映像化
1983年、ジョン・カーペンターにより映画化された。